# Joseph Stevens
Pour les articles homonymes, voir Stevens.
Joseph Stevens, né le 26 novembre 1816 et mort le 2 août 1892, est un peintre animalier et un graveur belge.
Il est principalement connu pour ses peintures dont le sujet principal est le chien. Il s'agit notamment de portraits de chiens, de chiens interagissant entre eux ou avec leurs maîtres et des marchés aux chiens. Après avoir dépeint des scènes sentimentales à la manière des romantiques, son art a évolué vers un rendu plus réaliste des chiens vivant dans la rue ou travaillant pour des artistes ambulants. Ces efforts lui ont valu l'admiration du peintre réaliste français Courbet. Il fut un pionnier du réalisme dans l'art belge. Il a également peint des singeries, des scènes où des singes se livrent à des activités humaines et quelques marines de sa main sont également connues.

## Parcours
Edouard Joseph Léopold Stevens, né le 26 novembre 1816 à Bruxelles est le fils du marchand de tableaux bruxellois Jean François Léopold Stevens (Bruxelles 1791 - Saint-Josse-ten-Noode 1837), et de Catherine Victoire Dufoy qui s'étaient mariés à Bruxelles en 1816. Celle-ci était la fille de Henri Joseph Dufoy, limonadier, né à Engreux en 1762, époux de Catherine ou Marie Catherine Molding, née vers 1769, propriétaire, Place Royale à Bruxelles, du Café de l'Amitié, un café, c'est-à-dire un lieu où l'on consommait du café, du thé et des gâteaux, établissement très réputé et de haut niveau dans la capitale, fréquenté par de nombreuses personnalités, semblable au Café Tortoni parisien. Veuve, Catherine Dufoy s'était remariée à Charles Deleuter, journaliste et critique d'art réputé dans L'Observateur, et vivra à Paris où elle est morte en 1875.  
Joseph Stevens est le frère aîné du peintre Alfred Stevens (Bruxelles 1823 - Paris 1906) et du critique d'art Arthur Stevens (Bruxelles 1825 - Heist 1890). 
Il épouse à Saint-Josse-ten-Noode en 1845 Marie Graham, née en 1817 à Cavan, en Irlande.
Joseph Stevens fréquente en dilettante l'Académie des beaux-arts de Bruxelles et suit les cours de Louis Robbe et surtout d'Eugène Verboeckhoven.
Partiellement autodidacte, il complète sa formation à Paris, mais sans s'inscrire dans une école. Stevens fréquente l'atelier d'Alexandre-Gabriel Decamps, ainsi que des peintres de l'École de Barbizon, le « Groupe du Restaurant du Havre » où se retrouvent Thomas Couture, Eugène Isabey, Théodore Rousseau et d'autres.

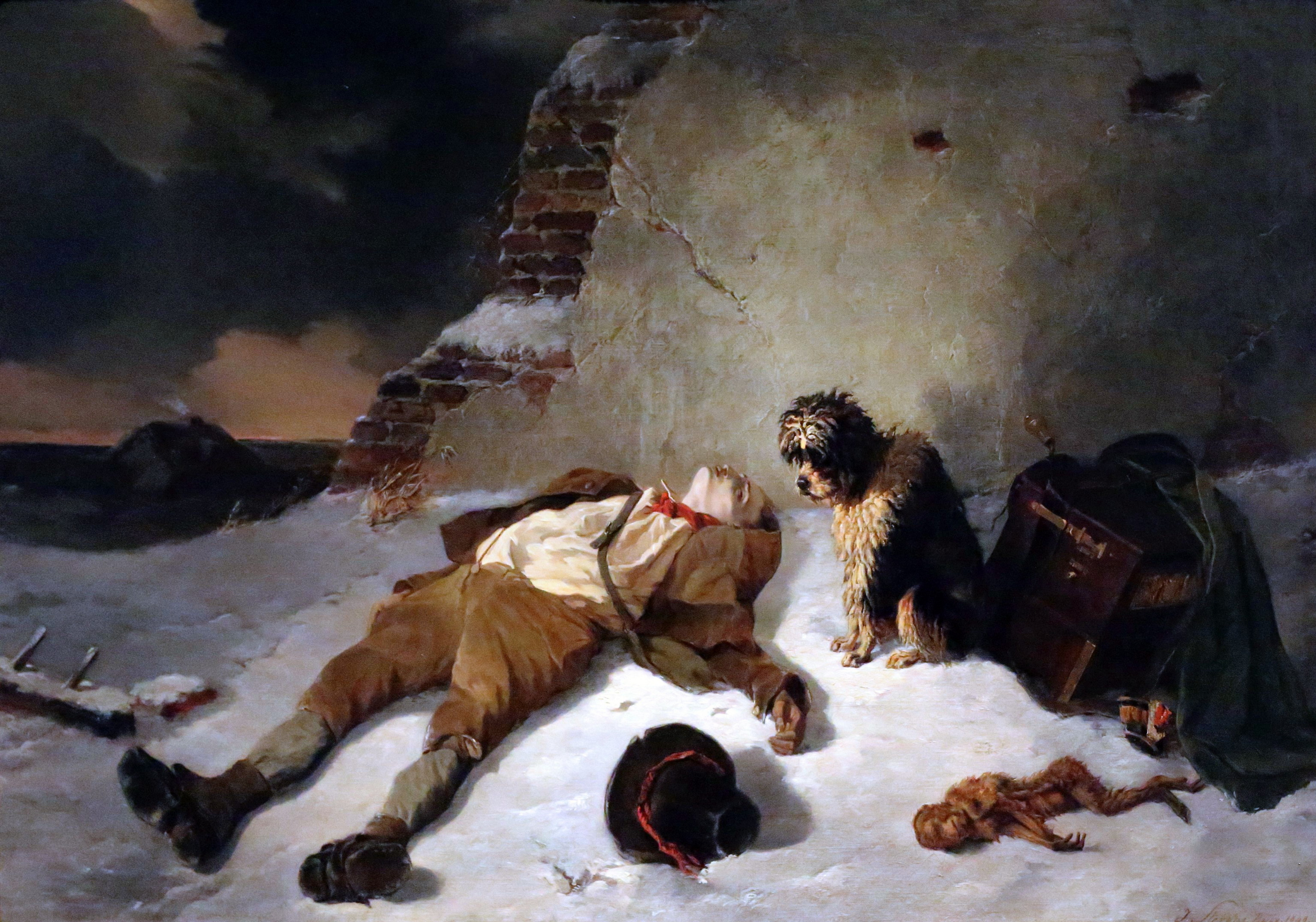
Plus fidèle qu'heureux

Il expose au Salon à Bruxelles dès 1842. Il est récompensé par une médaille de vermeil pour Les Mendiants ou Bruxelles le matin au Salon de Bruxelles de 1848.
En 1852, il rejoint ses deux frères à Paris où il vit durant quelques années, entre les mondanités de la Cour impériale (il fréquente le jardin des Tuileries) et la bohème des cafés.
Au Salon de 1852 il obtient pour Un métier de chien, une médaille de 2e classe dans la catégorie « animaux », confirmée par nouvelle médaille de 2e classe à l'exposition universelle de 1855. Il y traite un sujet à la mode depuis 1830, mais lui donne le format de la peinture d'histoire et une dimension sociale dans l'esprit des sujets réalistes de la Deuxième République.
Il exécute de nombreux dessins de chevaux au bois de Boulogne qu'il expose à Amsterdam en 1854, puis à Dijon en 1858. Il croise Charles Baudelaire qu'il retrouve à Bruxelles en 1864. Le poète lui dédie Les Bons Chiens (avant-dernière œuvre, qui précède Épilogue, du recueil Petits poèmes en prose). Il décrit dans le catalogue de la collection Crabbe le tableau de Joseph Stevens qu'il mentionne dans Les Bons Chiens ; OC II, 963. Le chien est le sujet de prédilection du peintre. Joseph Stevens retourne définitivement vivre à Bruxelles en 1869.

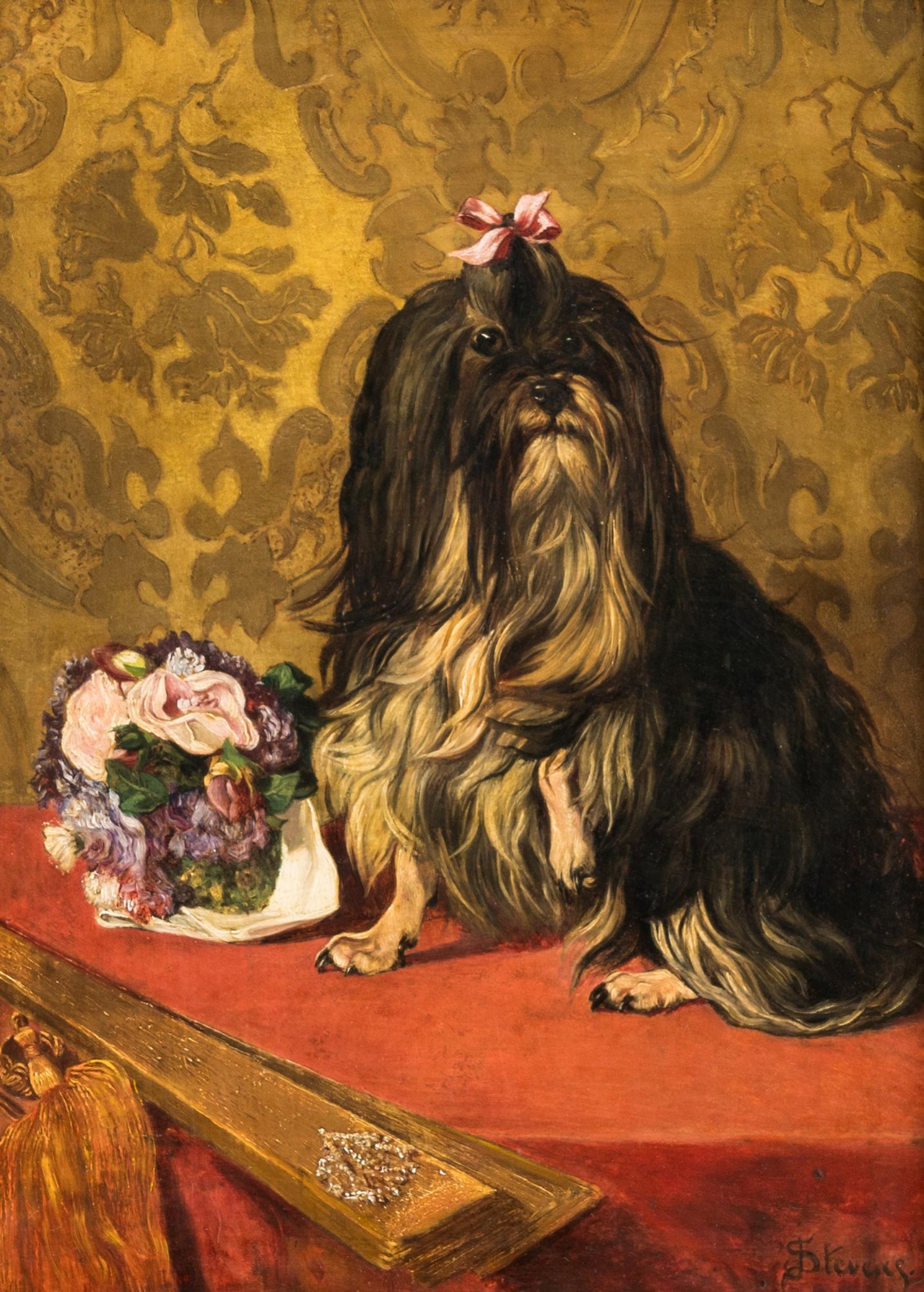
Folette

Le roi Léopold II, entre autres, achète ses tableaux.
En dépit (ou à cause) de son succès, il sombre en partie dans l'alcool vers la fin de sa vie.
Ernest Meissonier fit son portrait et une rue de la ville de Bruxelles, reliant le quartier des Marolles à celui du Sablon, porte son nom.

## Œuvre
Joseph Stevens est principalement le peintre de toiles mettant en scène des animaux domestiques (chiens, singes, chevaux) parfois dans des situations curieuses, voire décalées, et très éloignées du romantisme. Ce réalisme, dont il est l'un des pionniers, lui vaut dès les années 1850 l'intérêt de la critique et d'intellectuels, notamment français (outre Charles Baudelaire, Léon Cladel).
L'on trouve notamment ses tableaux dans les musées suivants :
- musée royal des beaux-arts d'Anvers ;
- musée des Beaux-Arts de Tournai ;
- Musées royaux des beaux-arts de Belgique ;
- Collection Belfius ;
- Musée des beaux-arts de Gand ;
- Musée des beaux-arts de Marseille : À la porte ;
- Musée d'Orsay : Le Supplice de Tantale ;
- Kunstmuseum aan zee d'Ostende ;
- Musée des beaux-arts de Rouen : Un métier de chien dit aussi Souvenir des rues de Bruxelles, 1852, huile sur toile, 201 × 321 cm[13].

## Honneurs
Joseph Stevens est :
- Chevalier de l'ordre de Léopold (Belgique, 1er novembre 1851)[14].
- Officier de l'ordre de Léopold (16 novembre 1863)[15].